# 조현재 (배우)
조현재(1980년 5월 9일 ~ )는 대한민국의 배우이다.

## 이력
조현재는 2000년 포카리 스웨트 광고로 데뷔했다.
드라마 러브레터를 통해  메인주연을 꿰차며 여자주인공 수애와 함께 신드롬을 만들며 일본, 태국, 중국 등 아시아권 전역에 안드레아(세례명_극중 이름 우진)앓이를 낳으며 선풍적인 인기를 끌었었다. 이후 한일합작 드라마 ”별의 소리”를 통해 일본 탑 여배우 나카고시 노리코와 함께 주연을 맡아 인기를 이어 갔으며 이후 드라마 "햇빛 쏟아지다"에서 송혜교와 함께 남녀 주인공으로 호흡을 맞추었고 이후 드라마 "구미호 외전"에서는 김태희와 함께 가슴절절한 로맨스를 그려내며 국내외에서 수많은 인기를 끌었으며 데뷔 당시 출연한 모든 드라마들이 중국, 일본, 태국, 방콕, 미얀마 등 아시아 권 전역에서 선풍적인 인기를 끌며 데뷔 3년 만에 한류스타로 거듭났다.
그 이후 온리유, 서동요 등을 통해 다시 한번 입지를 다졌으며 군대를 제대한 후 복귀작 SBS 미니시리즈 드라마 "49일"에서 메인 주연 한강 역을 맡아 열연을 펼치며 당시 시청률 16.1% 기록, 국내인기를 다시 한번 실감케 하였으며  이후 일본 후지TV에서 방영되어 방영 첫째 주 1위를 기록하며 다시 한번 한류스타로써 입지를 다졌다.
그후 MBC 드라마 "제왕의 딸 수백향"에서 훗날 성왕이 되는 명농태자 역과  SBS 미니시리즈 "용팔이"에서 한도준 역을 맡아 처음 맡은 악역을 통해 연기 변신에 성공하였다. 그 후, SBS "그녀로 말할 것 같으면"에서 카리스마 있는 앵커 '강찬기' 역으로 야누스적 매력을 선보였다.

## 출연작

### 드라마
- 2000년 : SBS 일요드라마 《카이스트》 ... 장동하 역
- 2001년 : SBS 주말극장 《아버지와 아들》 ... 종두 역
- 2001년 : SBS 청춘시트콤 《딱 좋아》 ... 현재 역
- 2002년 : SBS 추석특집극 《황금 연못》 ... 미술강사 역
- 2002년 : SBS 특별기획 《대망》 ... 소명세자 역
- 2003년 : MBC 월화드라마 《러브레터》 ... 이우진(안드레아) 역
- 2003년 : SBS 특별기획 《첫사랑》 ... 한영우 역
- 2004년 : MBC 한일합작특집극 《별의 소리》 ... 유성재 역
- 2004년 : SBS 수목드라마 《햇빛 쏟아지다》 ... 정은섭 역
- 2004년 : KBS2 월화드라마 《구미호 외전》 ... 강민우 역
- 2005년 : SBS 주말특별기획 《온리 유》 ... 한이준 역
- 2005년 : SBS 월화드라마 《서동요》 ... 백제 무왕 서동 역
- 2008년 : KBS2 수목드라마 《아빠 셋 엄마 하나》 ... 한수현 역
- 2011년 : SBS 드라마스페셜 《49일》 ... 한강 역
- 2011년 : HunanTV 해외드라마《연지패왕 胭脂霸王》 ... 싸우우쿠이 蕭武魁 역/ 2013년 방영
- 2012년 : Kunming5Ch. 해외드라마《청춘풍폭 青春風暴》 ... 역자헌 亦子軒 역 / 2014년 방영
- 2013년 : KBS2 월화드라마 《광고 천재 이태백》 ... 애디강 역
- 2013년 : MBC 특별기획 《제왕의 딸 수백향》 ... 백제 성왕 명농 역
- 2015년 : SBS 수목드라마 《용팔이》 ... 한도준 역
- 2017년 : MBC 수목드라마 《병원선》 ... 장성호 역 (특별출연)
- 2018년 : SBS 주말특별기획 《그녀로 말할 것 같으면》 ... 강찬기 역
- 2024년 : Netflix 오리지널 드라마 《닭강정》 ... 한량 역 (특별출연)

### 영화
- 2003년 : 《스캔들: 조선남녀상열지사》 ... 권인호 역
- 2004년 : 《사랑의 기쁨》... 무명 남자 역
- 2008년 : 《GP506》 ... 가짜 유 중위 의무병 역
- 2014년 : 《여배우는 너무해》 ... 홍진우 감독 역

### 뮤직비디오
- 2007년 : 씨야 - 사랑의 인사
- 2007년 : 씨야 - 얼음 인형

## 음반
- 1998년 : Guardian - 가디안
- 2009년 : 다른 공간, 같은 추억
- 2011년 : 49일 OST Part7 - 단 하루를 살아도

## 그 외 활동

### 예능
- 2018년 tvN 《인생술집》 84화 8월 16일
- 2019년 SBS 《동상이몽 2 - 너는 내 운명》

## 수상 및 후보
| 연도 | 시상식                         | 부문                             | 작품                      | 결과 |
| ---- | ------------------------------ | -------------------------------- | ------------------------- | ---- |
| 2003 | MBC 연기대상                   | 남자 신인연기상                  | 러브레터                  | 후보 |
| 2003 | MBC 연기대상                   | 남자 인기상                      | 러브레터                  | 후보 |
| 2003 | MBC 연기대상                   | 베스트 커플상 (with 수애)        | 러브레터                  | 후보 |
| 2003 | SBS 연기대상                   | 뉴스타상                         | 첫사랑                    | 수상 |
| 2005 | SBS 연기대상                   | 특별기획부문 남자 연기상         | 온리 유, 서동요           | 수상 |
| 2005 | SBS 연기대상                   | 10대 스타상                      | 온리 유, 서동요           | 수상 |
| 2006 | 제42회 백상예술대상            | TV부문 남자 인기상               | 서동요                    | 수상 |
| 2007 | 앙드레 김 베스트스타어워드     | 스타상                           | 빈칸                      | 수상 |
| 2011 | 제19회 대한민국문화연예대상    | 한류스타상                       | 빈칸                      | 수상 |
| 2011 | SBS 연기대상                   | 드라마스페셜부문 남자 우수연기상 | 49일                      | 후보 |
| 2013 | MBC 연기대상                   | 연속극부문 남자 우수연기상       | 제왕의 딸 수백향          | 후보 |
| 2015 | SBS 연기대상                   | 미니시리즈부문 남자 특별연기상   | 용팔이                    | 후보 |
| 2018 | 제6회 아시아태평양 스타 어워즈 | 장편드라마부문 남자 우수연기상   | 그녀로 말할 것 같으면     | 후보 |
| 2018 | 제26회 대한민국문화연예대상    | 드라마부문 남자 최우수연기상     | 그녀로 말할 것 같으면     | 수상 |
| 2019 | 제8회 대한민국 베스트 스타상   | 베스트 인기상                    | 동상이몽 2 - 너는 내 운명 | 수상 |

## 가족 관계
- 아버지 : 조성호 ( ~ 2010년 10월 22일)
- 배우자 : 박민정 (1981년 2월 28일 ~ )
  - 아들 : 조우찬 (2018년 11월 20일 ~ )
  - 딸 : 조윤서 (2021년 10월 27일 ~ )